# إليوت شتاين
إليوت شتاين (بالإنجليزية: Elliott Stein)‏ هو ناقد سينمائي وصحفي أمريكي، ولد في 5 ديسمبر 1928 في بروكلين في الولايات المتحدة، وتوفي في 7 نوفمبر 2012 في نيويورك في الولايات المتحدة.

## وصلات خارجية
- إليوت شتاين على موقع IMDb (الإنجليزية)
- إليوت شتاين على موقع روتن توميتوز (الإنجليزية)
- إليوت شتاين على موقع أول موفي (الإنجليزية)
- إليوت شتاين على موقع قاعدة بيانات الفيلم (الإنجليزية)
- إليوت شتاين على موقع كينوبويسك (الروسية)